# Резвань
Резвань, Резвані (рум. Răzvani) — село у повіті Келераш в Румунії. Адміністративно підпорядковане місту Лехліу-Гаре.
Село розташоване на відстані 62 км на схід від Бухареста, 43 км на північний захід від Келераші, 142 км на захід від Констанци, 143 км на південний захід від Галаца.

## Населення
За даними перепису населення 2002 року у селі проживали 2266 осіб.
Національний склад населення села:
| Національність | Кількість осіб | Відсоток |
| -------------- | -------------- | -------- |
| румуни         | 1660           | 73,3%    |
| цигани         | 601            | 26,5%    |

Рідною мовою назвали:
| Мова      | Кількість осіб | Відсоток |
| --------- | -------------- | -------- |
| румунська | 1915           | 84,5%    |
| циганська | 351            | 15,5%    |